# Hruška

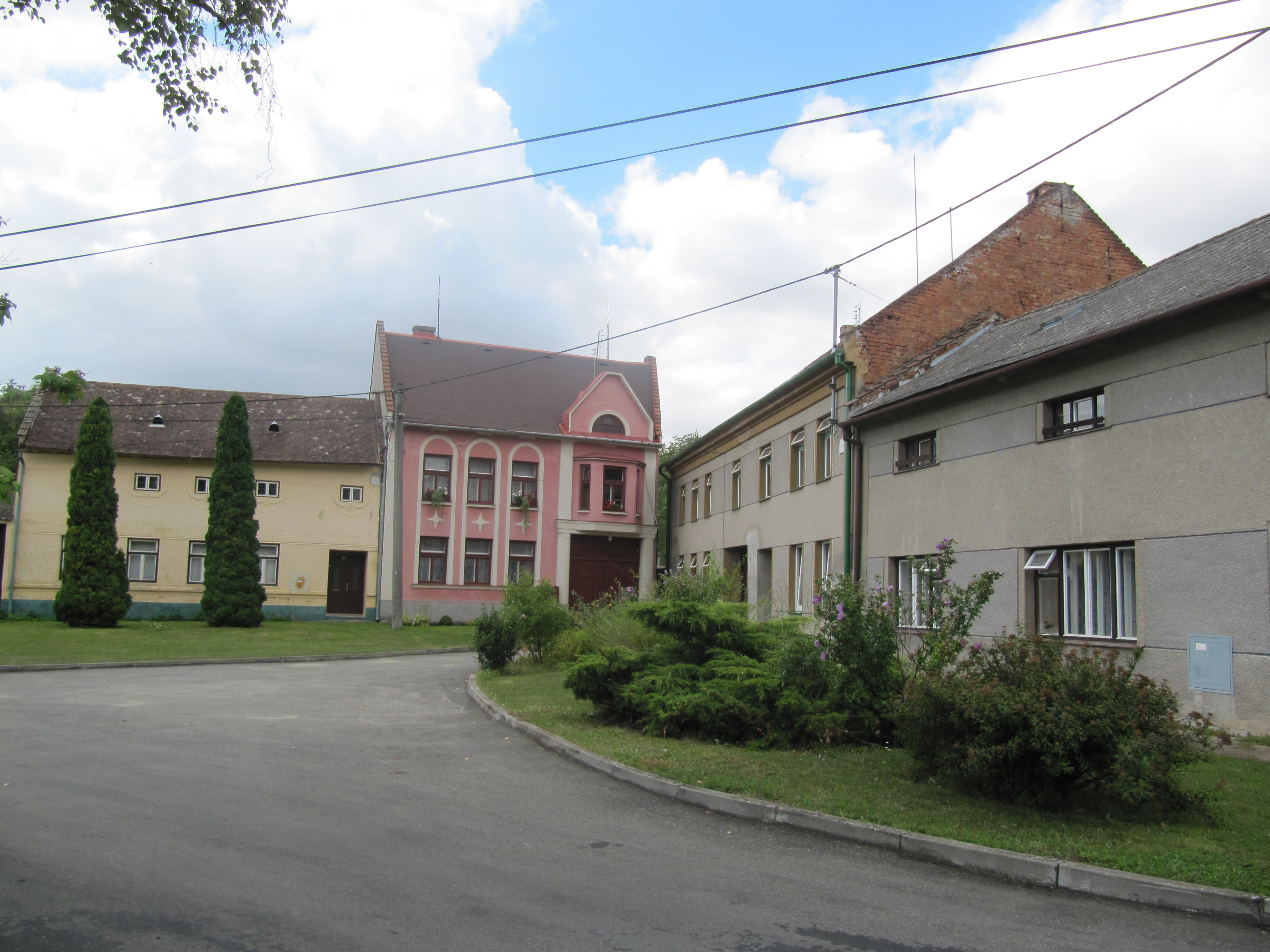
Westseite des Dorfplatzes

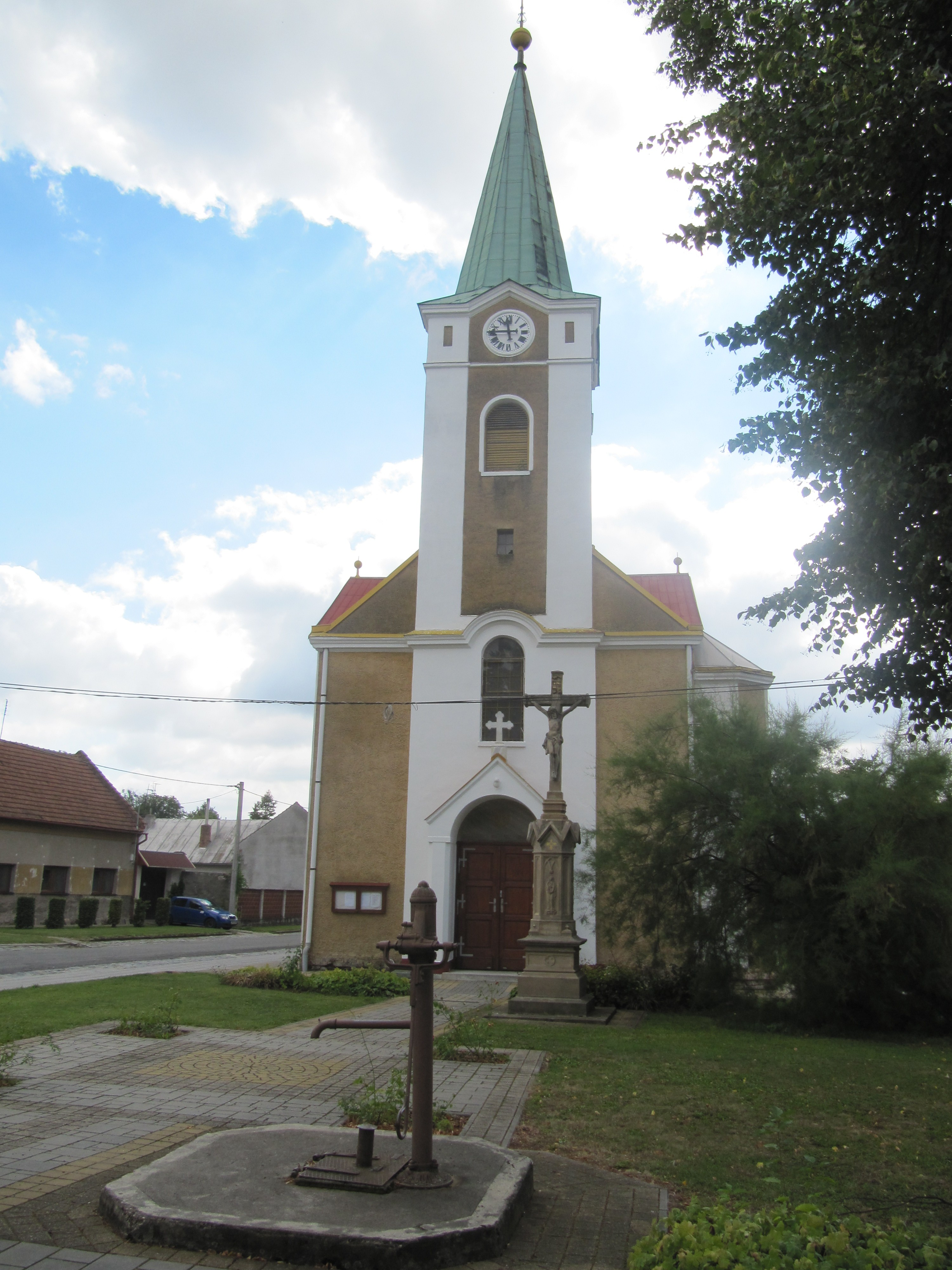
Kirche des hl. Johannes von Nepomuk

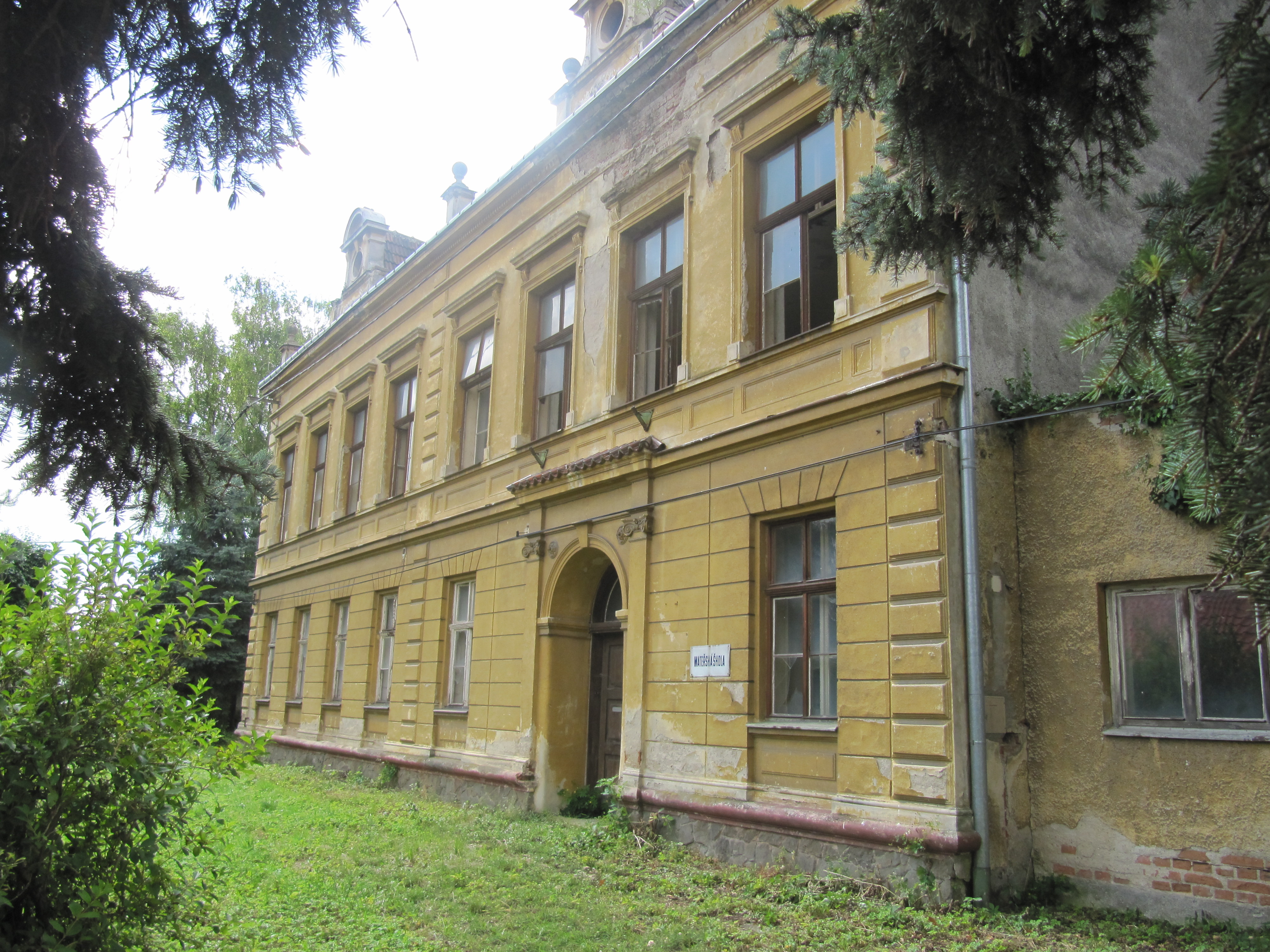
Ehemalige Schule

Hruška (deutsch Hruschka, 1939–45 Birndorf) ist eine Gemeinde in Tschechien. Sie liegt drei Kilometer nordöstlich von Němčice nad Hanou und gehört zum Okres Prostějov.

## Geographie
Das Längsangerdorf Hruška befindet sich im Quellgebiet des Baches Hraniční potok in der Obermährischen Senke (Hornomoravský úval). Südlich des Dorfes verläuft die Bahnstrecke Brno–Přerov.
Nachbarorte sind Tvorovice im Norden, Polkovice und Uhřičice im Nordosten, Kojetín im Osten, Popůvky  und Měrovice nad Hanou im Südosten, Dlouhá Ves und Vrchoslavice im Süden, Němčice nad Hanou und Víceměřice im Südwesten, Doloplazy, Poličky, Dobromilice und Hradčany im Westen sowie Kobeřice, Dobrochov, Bajajka und Pivín im Nordwesten.

## Geschichte
Die erste schriftliche Erwähnung von Hruška erfolgte 1078 als Besitz der Benediktinerabtei Hradisko. Herzog Otto III. schenkte das Dorf Ruska 1151 zusammen mit Vřesovice für das Seelenheil seiner verstorbenen Tochter Swatawa dem Prämonstratenserkloster Hradisko. Im Jahre 1160 bestätigte König Vladislav II. die Schenkung. Wahrscheinlich während der Hussitenkriege gelangte Hruška an weltliche Besitzer. Im Jahre 1519 kaufte Johann von Pernstein das Dorf für 400 Mährischen Gulden von Johann von Hrochow und schlug es der Herrschaft Kojetín zu. Als Vojtěch von Pernstein 1556 der Stadt Kojetín das Braurecht  verlieh, bewilligte er zugleich die Ausschrottung städtischen Biers nach Hruška und weiteren Dörfern. Am 1. Januar 1684 verzichtete die Stadt wegen des von Ferdinand Julius von Salm-Neuburg erteilten neuen Privilegs über Einkellerung und den Ausschank von Wein auf die Bierausschrottung in den untertänigen Ortschaften. Der Schulunterricht wurde 1778 in angemieteten Räumen aufgenommen. 1795 wurde die Familie von Metternich Besitzer der Herrschaft Kojetín.
Im Jahre 1835 bestand das im Olmützer Kreis gelegene Dorf Hruschka bzw. Hrusska aus 55 Häusern mit 479 Einwohnern. Im Ort gab es eine Trivialschule. Pfarrort war Niemtschitz, der Amtsort Kojetein. Am 1. Dezember 1835 erbte Leontine Sándor de Szlavnicza, geborene Fürstin von Metternich, die Allodialherrschaft Kojetein mit dem Gut Witzomieritz. Bis zur Mitte des 19. Jahrhunderts blieb Hruschka der Herrschaft Kojetein untertänig.
Nach der Aufhebung der Patrimonialherrschaften bildete Hruška / Hruschka ab 1850 eine Gemeinde im Gerichtsbezirk Kojetein. Die Weihe der Kirche erfolgte 1851. Im Jahre 1861 erbte Pauline von Metternich die Grundherrschaft. 1863 erfolgte der Bau eines neuen Schulhauses. Ab 1869 gehörte Hruška zum Bezirk Kremsier; zu dieser Zeit hatte das Dorf 409 Einwohner und bestand aus 70 Häusern. Im Jahre 1868 erfolgte der Bau der Mährisch-Schlesischen Nordbahn; die Inbetriebnahme der Strecke erfolgte im Jahr darauf. 1876 wurde die Gemeinde in den Bezirk Prerau umgegliedert. Im Jahre 1900 lebten in Hruška 521 Personen; 1910 waren es 512. Nach dem Ersten Weltkrieg zerfiel der Vielvölkerstaat Österreich-Ungarn, die Gemeinde wurde 1918 Teil der neu gebildeten Tschechoslowakischen Republik. Beim Zensus von 1921 lebten in den 105 Häusern von Hruška 489 Personen; darunter 487 Tschechen. 1930 bestand Hruška aus 118 Häusern und hatte 524 Einwohner. Von 1939 bis 1945 gehörte Hruška zum Protektorat Böhmen und Mähren; in dieser Zeit erhielt die Gemeinde den neuen deutschen Namen Birndorf, der auf einer Übersetzung des tschechischen Namens basierte. 1948 wurde das Dorf dem neu gebildeten Okres Kojetín zugeordnet. Im Jahre 1950 hatte Hruška 414 Einwohner. Im Zuge der Gebietsreform von 1960 und der Aufhebung des Okres Kojetín kam die Gemeinde zum Okres Prostějov. Wegen zu geringer Schülerzahl wurde 1976 der Schulunterricht in Hruška eingestellt. Am 1. Juli 1980 erfolgte die Eingemeindung nach Němčice nad Hanou. Seit Januar 1993 bildet Hruška wieder eine eigene Gemeinde. Beim Zensus von 2001 lebten in den 108 Häusern von Hruška 258 Personen. Seit 2004 führt die Gemeinde ein Wappen und Banner.

## Sehenswürdigkeiten
- Kirche des hl. Johannes von Nepomuk, auf dem Dorfanger. 1812 wurde anstelle eines hölzernen Glockenturmes eine steinerne Kirche errichtet, an die 1827 ein Turm angebaut wurde. Die Weihe erfolgte 1851.[5]
- Steinernes Kreuz vor der Kirche
- Gedenkstein für die Gefallenen des Ersten Weltkrieges